# Villaconancio
Villaconancio település Spanyolországban, Palencia tartományban.  Lakosainak száma 50 fő (2024).

## Népesség
A település népessége az elmúlt években az alábbi módon változott:
| Lakosok száma | 88   | 85   | 72   | 71   | 70   | 62   | 65   | 61   | 57   | 50   |
|               | 2001 | 2004 | 2007 | 2009 | 2012 | 2014 | 2017 | 2019 | 2022 | 2024 |